# باشگاه فوتبال آلیانسا
باشگاه فوتبال آلیانسا (اسپانیایی: Alianza F.C.‎) یک باشگاه فوتبال در شهر سان سالوادور، السالوادور است.
این باشگاه که در سال ۱۹۵۸ تاسیس شده سابقه ۱۷ قهرمانی در لیگ برتر فوتبال السالوادور را در کارنامه دارد.